# Cem Atan
Cem Atan (* 30. Juni 1985 in Wiener Neustadt) ist ein österreichischer Fußballspieler türkischer Abstammung.

## Karriere

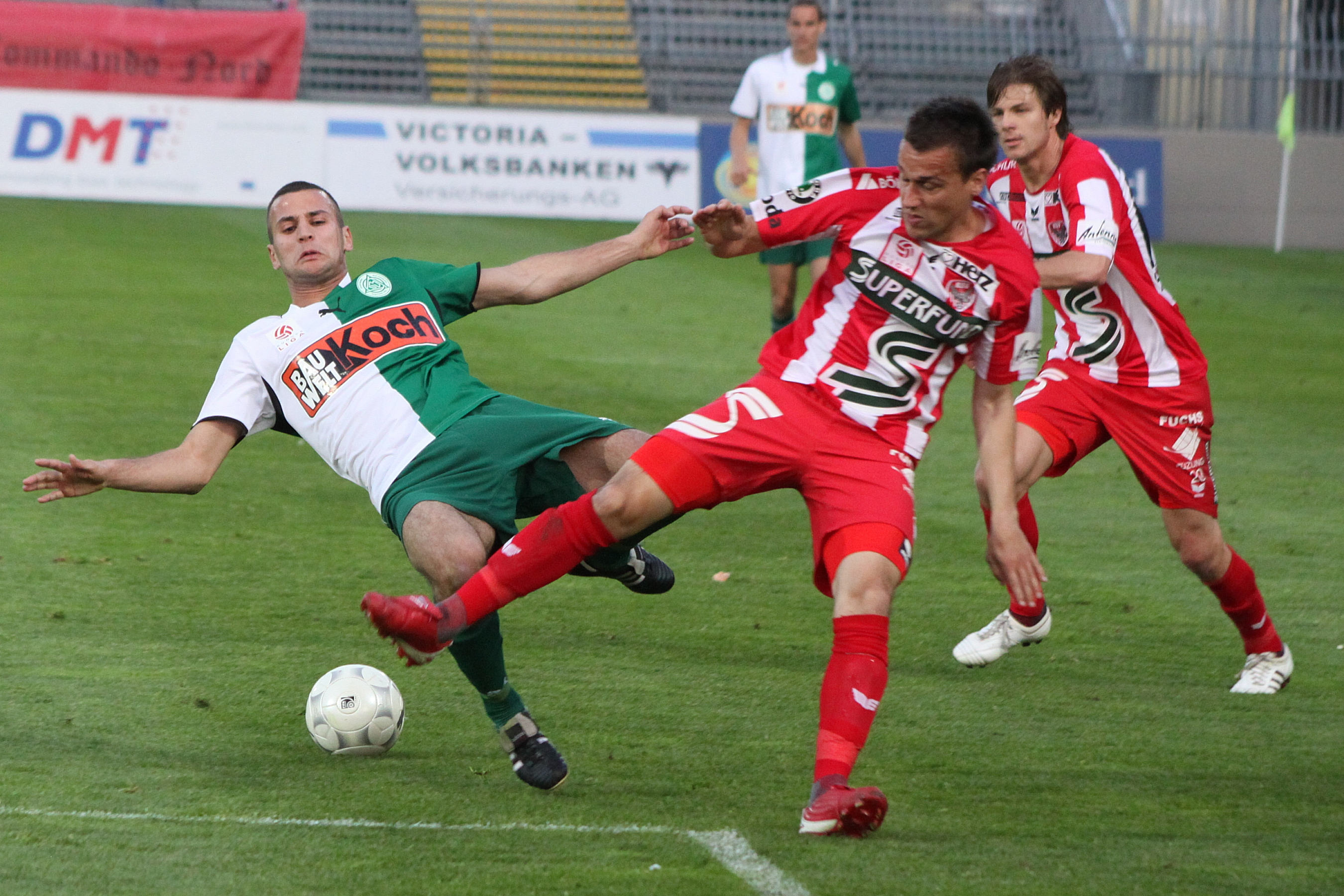
Atan im Dress des SV Mattersburg gegen Michael Liendl

Der im rechten offensiven Mittelfeld spielende Atan begann seine Karriere beim 1. Wiener Neustädter SC, von wo er in die Amateurabteilung des SK Rapid Wien wechselte. Nachdem er bei Rapid in Ungnade gefallen war, wechselte er in die Steiermark zum TSV Hartberg, von wo aus er im Januar 2006 zum SV Mattersburg wechselte. In die Schlagzeilen geriet er nicht nur durch seine sportlichen Leistungen, sondern auch durch sein ausschweifendes Nachtleben sowie durch Schlägereien abseits des Rasens.
Sein Debüt in der Bundesliga gab Atan am 18. Februar 2006 just gegen Rapid Wien. Er wurde in der 86. Minute für René Wagner ausgewechselt. Sein bisher größter Erfolg war das Erreichen des Pokalfinales 2006.
Der türkische Topverein Beşiktaş Istanbul wurde im Sommer 2008 auf Atan aufmerksam und bot dem SV Mattersburg eine Ablösesumme von 750.000 €, da diese schon jedoch bereits langfristig mit Atan geplant hatten (sein Vertrag endet am 30. Juni 2010), wurde das Angebot abgelehnt.
Im Sommer 2010 wechselte er dann doch in die Türkei und unterschrieb bei Gençlerbirliği Ankara.
Nach einem halben Jahr mit nur einem Ligaeinsatz wurde sein Vertrag in beidseitigem Vernehmen aufgelöst, woraufhin er zurück nach Österreich zum LASK Linz wechselte.
Zum Sommer 2012 kehrte Atan in die Türkei zurück und unterschrieb beim Drittligisten Kızılcahamamspor. Diesen Verein verließ er bereits nach einer halben Spielzeit und wechselte innerhalb der Liga zu Fethiyespor. Hier wurde er mit seiner Mannschaft Playoffsieger der TFF 2. Lig und stieg dadurch in die TFF 1. Lig auf.
Im Frühjahr 2014 wechselte Atan zum Drittligisten Gümüşhanespor. Nach nur sechs Monaten bei Gümüşhanespor wurde sein Vertrag im Juni 2014 vorzeitig aufgelöst. Fortan hielt sich Cem Atan beim FC AMS, einem Fußballcamp für arbeitslose Profis, fit. Im Januar 2015 wurde er schließlich vom SKN St. Pölten unter Vertrag genommen, der ihn vorerst aber für das Amateur-Team eingeplant hat.

## Nationalmannschaft
Sein Debüt in der österreichischen Nationalmannschaft gab Atan am 28. März 2007 in Paris gegen Frankreich. Ein weiteres Spiel folgte. Danach wurde seine Nationalmannschaftskarriere wegen einiger Vorfälle abseits des Rasens jäh wieder beendet.

## Erfolge
Mit SV Mattersburg
- 1× ÖFB-Cup-Finalist: 2006

Mit Fethiyespor
- Playoffsieger der TFF 2. Lig 2012/13 und Aufstieg in die TFF 1. Lig